# Tianshui
Tianshui (chinois : 天水市 ; pinyin : tiānshuǐ shì) est une ville-préfecture de la province du Gansu en Chine.

## Démographie
La population de la préfecture était estimée à 3 450 000 habitants en 2004.

## Culture et religions

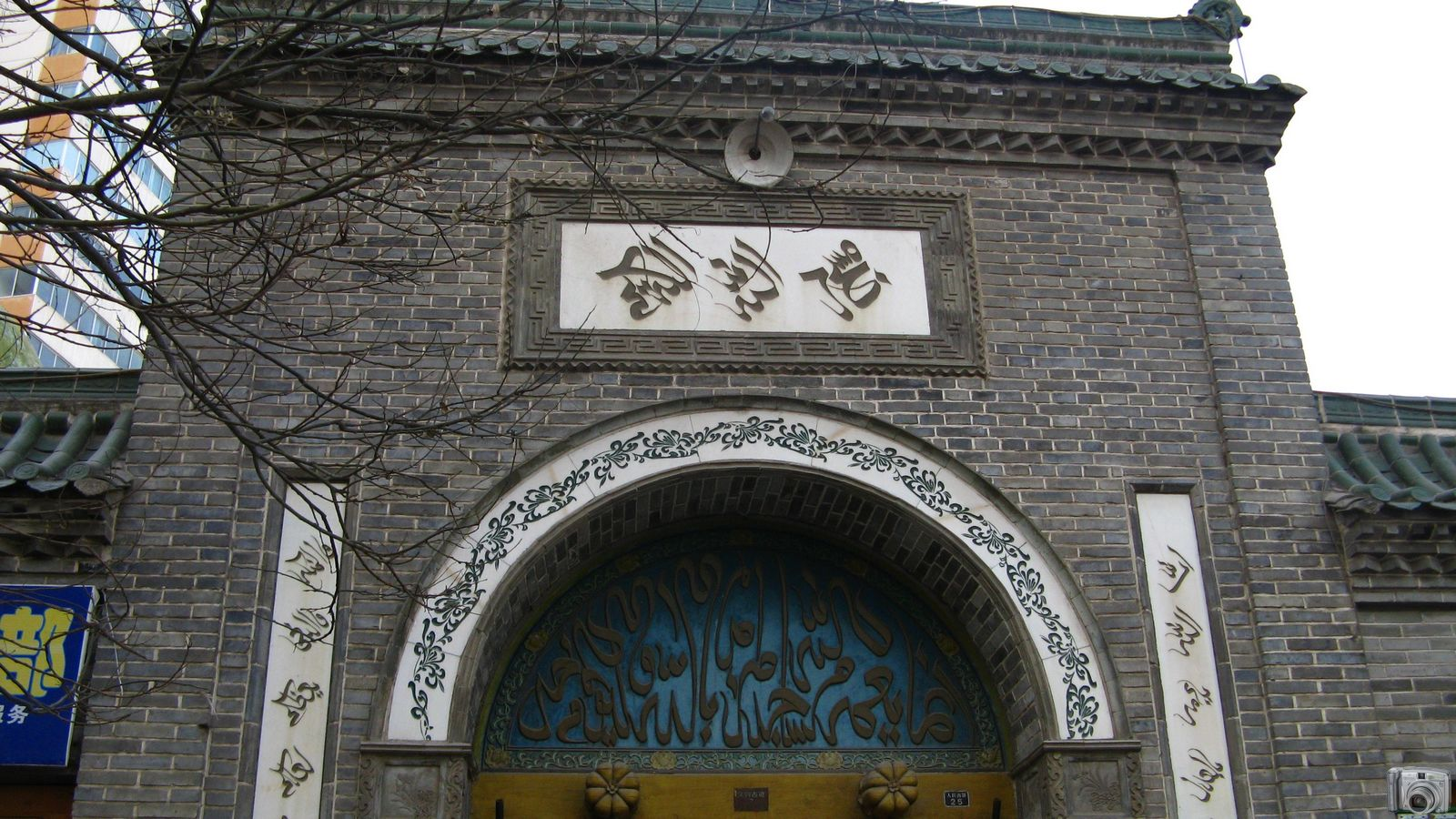
Mosquée Houjie

Sur la route de la soie, Tianshui est la première ville rencontrée dans la province du Gansu, lorsque l'on vient de Xi'an. Elle a gardé une grande partie de son caractère ancien, en particulier des maisons traditionnelles en bois.
Le site le plus marquant de la région est celui des grottes de Maijishan, l'un des ensembles de grottes bouddhiques les plus importants de toute la Chine, avec les Grottes de Yungang près de Datong dans le Shanxi, celles de Longmen près de Luoyang dans le Henan et celles de Mogao près de Dunhuang dans le Gansu.
Les 194 grottes de cet ensemble, percées dans une colline circulaire, contiennent de nombreuses statues d'argile et de pierre ainsi que des peintures murales.
La ville de Tianshui est le siège d'un évêché catholique. On y parle le dialecte de Tianshui du mandarin Zhongyuan.

## Subdivisions administratives
La ville-préfecture de Tianshui exerce sa juridiction sur sept subdivisions - deux districts, quatre xian et un xian autonome :
- le district de Qinzhou - 秦州区 Qínzhōu Qū ;
- le district de Maiji - 麦积区 Màijī Qū ;
- le xian de Qingshui - 清水县 Qīngshuǐ Xiàn ;
- le xian de Qin'an - 秦安县 Qín'ān Xiàn ;
- le xian de Gangu - 甘谷县 Gāngǔ Xiàn ;
- le xian de Wushan - 武山县 Wǔshān Xiàn ;
- le xian autonome hui de Zhangjiachuan - 张家川回族自治县 Zhāngjiāchuān huízú Zìzhìxiàn.